# Вива Къмюникейшънс
Вива Къмюникейшънс (на английски: Viva Communications) е филипински мултинационален частен медиен конгломерат със седалище в Пасиг. Основана е през 1981 г. от Вик дел Росарио.

## История
Вива Къмюникейшънс е основана на 11 ноември 1981 г. от Вик дел Росарио-младши и сестра му Тес Круз, първоначално регистрирана като Вива Филмс, студио за филмова продукция, разположено в Ню Манила, Кесон Сити, за продуциране на филми. През годините от компанията се отделят други компании извън филмите, включително Вива Мюзик Груп, Вива Пъблишинг Груп и Вива Интернешънъл Фууд енд Рестърънтс.

## Дъщерни дружества
- Studio Viva
- Ultimate Entertainment
  - Halo-Halo Radio
- Viva Films
- Viva International Food and Restaurants, Inc.
  - Botejyu[4]
  - Paper Moon Cake Boutique
  - Pepi Cubano
  - Yogorino
  - Wing Zone
- Viva International Pictures
- Viva Music Group, Inc.
  - Viva Records Corporation
  - Vicor Music Corporation
  - Ivory Music and Video
- Viva Publishing Group, Inc.
  - Viva PSICOM Publishing Corporation
  - Viva Starmometer Publishing Corporation
  - VRJ Books Publishing
- Viva Video, Inc.

## Деления
- Viva Artists Agency[5]
- Viva Cable TV
  - Pinoy Box Office
  - Viva Cinema
  - Sari-Sari Channel (съсобственост с Ти Ви 5)
  - Celestial Movies Pinoy (съсобственост с Celestial Tiger Entertainment)
  - Tagalized Movie Channel (съсобственост с MVP Entertainment)
  - Viva TV
- Viva Digital
  - Oomph TV
  - Vivamax[6]
  - Viva One[7]
- Viva Interactive
- Viva Live
- Viva Sports